# Alameda del Valle

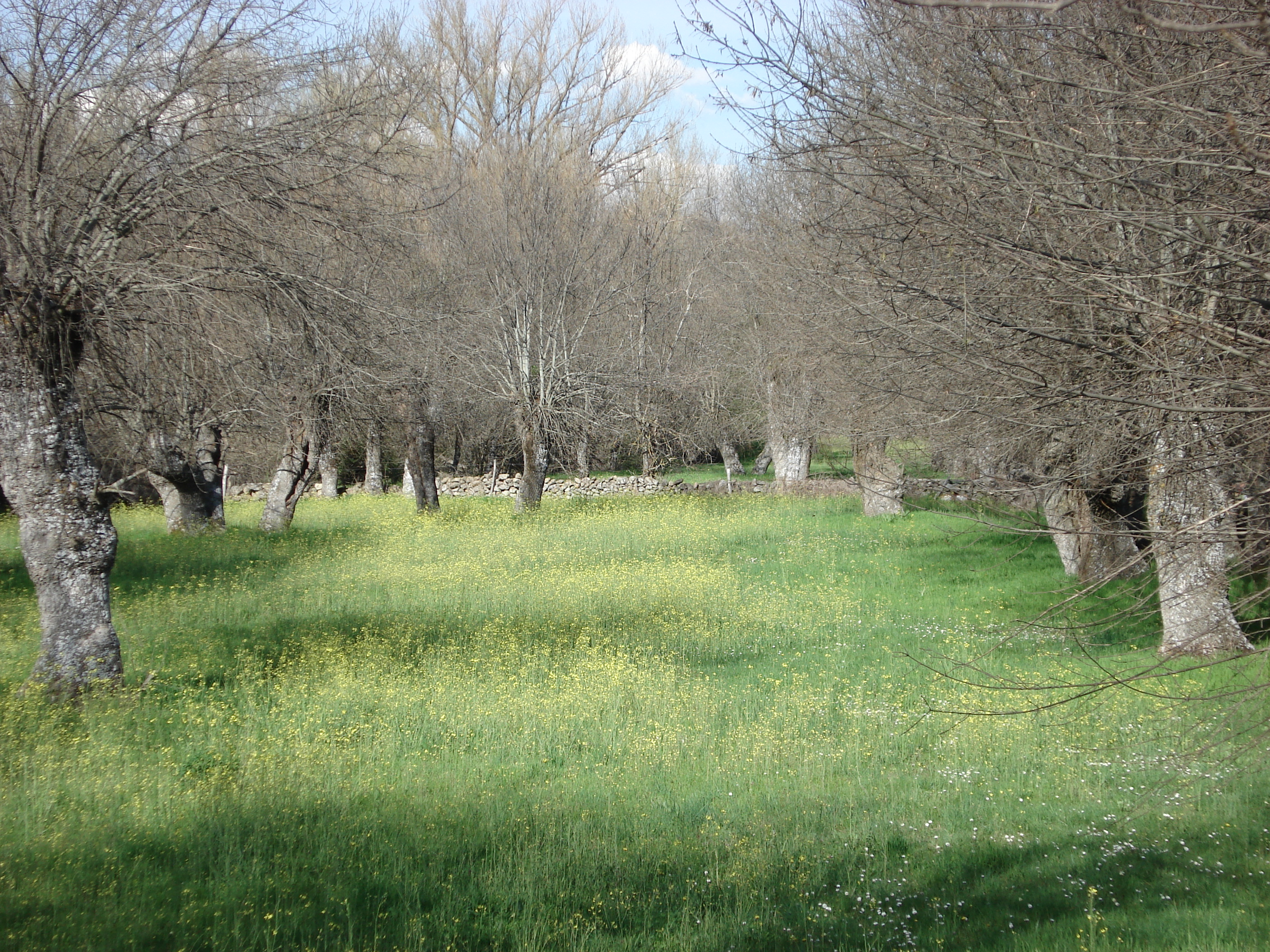
Cảnh Alameda del Valle.

Alameda del Valle là một đô thị trong Cộng đồng Madrid, Tây Ban Nha. Đô thị này có diện tích 25,01 km², dân số theo điều tra năm 2010 của Viện thống kê quốc gia Tây Ban Nha là 239 người. Đô thị này nằm ở khu vực có độ cao 1107 mét trên mực nước biển.